# Guido Di Tella
Guido José Mario Di Tella (Buenos Aires, 12 de junio de 1931 - 31 de diciembre de 2001), fue un  ingeniero, economista y político argentino, que fue ministro de Relaciones Exteriores de la Nación entre 1991 y 1999.

## Biografía

### Acción política, empresarial y académica
Hijo del industrial Torcuato Di Tella, estudió en la Escuela Argentina Modelo y en la Universidad de Buenos Aires, donde se recibió de ingeniero en 1955. Perdió a su padre a los 18 años. En 1956 finalizó sus estudios de posgrado en Relaciones Internacionales en la Fletcher School of Law and Diplomacy en Boston.  Alieto Guadagni, Arturo Bas Figueroa, Juan José Torres Bas y José Antonio Allende.
Junto con su hermano mayor, llamado Torcuato como su padre, Guido se hizo cargo de la empresa familiar, Siam Di Tella en la segunda mitad de la década de 1950. En 1959 se doctoró en ciencias económicas en el Instituto Tecnológico de Massachusetts. Se dedicó a la docencia de ciencias económicas en la Universidad de Buenos Aires, en la Universidad Católica Argentina y en el Saint Antony’s College, de la Universidad de Oxford.
Mientras la empresa familiar atravesaba problemas económicos y períodos favorables, los esfuerzos de los hermanos Di Tella se concentraron en la fundación del Instituto Di Tella, que se hizo famoso en la década del '60 por su mecenazgo artístico. En sus inicios albergó a las vanguardias del teatro, la música y la pintura. Allí dieron sus primeros pasos artistas luego consagrados. Su actividad marcó una nueva era en el arte local. Posteriormente el centro fue ampliado para abarcar todas las ciencias sociales con el objeto de apoyar la investigación social.
El Instituto también se dedicó a la investigación en el campo de la economía y las ciencias sociales. En el Centro del Instituto de Desarrollo Económico e Industrial del Instituto Torcuato Di Tella, en Buenos Aires, Guido Di Tella se dedicó a la docencia y a la organización de trabajos de investigación. Desarrolló la teoría del "desarrollo indirecto", que defendió en abundantes artículos publicados en los finales de la década de 1960 y principios de la de 1970.
En 1968, Di Tella encargó al arquitecto Clorindo Testa, a quien había premiado en 1961, el diseño de su casa, estudio y colección de arte en el barrio de Belgrano. Se transformó en una de las obras maestras de la arquitectura brutalista en la Argentina, junto con otras obras mayores de Testa, como el Banco de Londres o la Biblioteca Nacional. Sería demolida en 2011 para construir en su lugar una sinagoga.

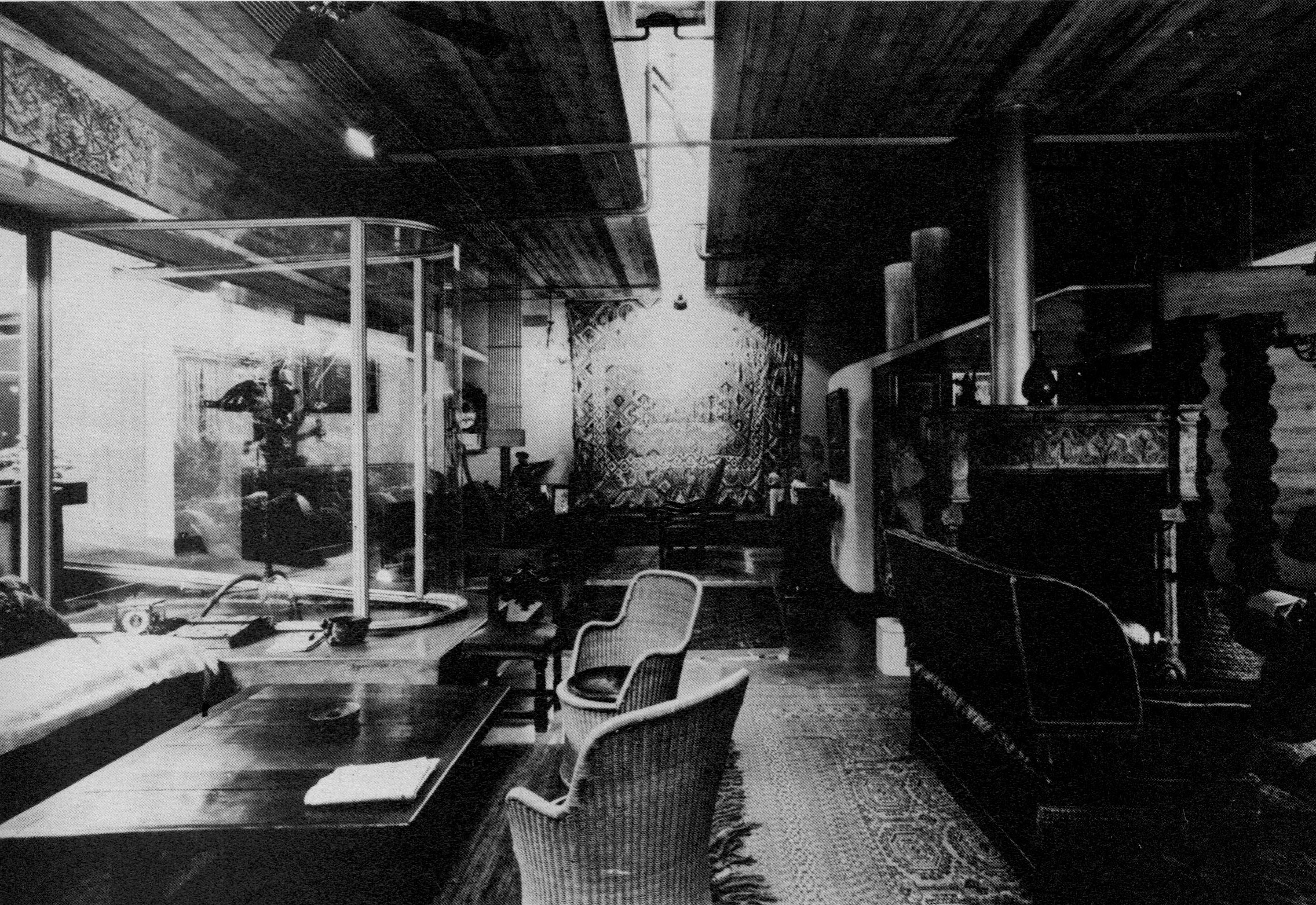
La casa de Di Tella, en Belgrano, lucía piezas de su colección de arte en todas partes.

Durante los 70 dictado cursos y seminarios en diversas universidades americanas y europeas. En 1979 obtuvo la Beca Guggenheim ha sido Visiting Fellow en el St. Antony's College de la Universidad de Oxford y Profesor Visitante de la Universidad Complutense de Madrid.
Entre 1968 y 1972, desempeñó varios cargos para la OEA. En julio de 1972 regresa a la Argentina. En 1973 recibió una plaza de investigador en el Conicet.
En el año 1963, Di Tella elabora un programa que contenía una serie de medidas de gran contenido estatista como la cancelación de los contratos petroleros, la ruptura de relaciones con el Fondo Monetario Internacional, una reforma agraria, la nacionalización de los depósitos bancarios, y la creación de un organismo parecido al IAPI para el control del comercio exterior. 
A principios de los años 1970, Di Tella escribía para la revista Extra, dirigida por Bernardo Neustadt. En el año 1972, mantuvo una entrevista con Juan Domingo Perón y poco tiempo después se unió al Partido Justicialista. Dicto conferencias en Instituto de Ciencias Sociales, Departamento de Estudios Latinoamericanos, Universidad de Pekín, República Popular China, septiembre 1992. "Nuevos lineamientos de la Industrialización Latinoamericana en su relación con el Banco Interamericano de Desarrollo, BID", Washington, marzo 1991. ".

### Inicios de su función pública
El 17 de noviembre de 1972, Di Tella formó parte de la comitiva que acompañó al expresidente Juan Domingo Perón en su regreso al país, después de 17 años de proscripción.
Presidió el Fondo Nacional de las Artes durante la presidencia de Héctor J. Cámpora, y durante el gobierno de María Estela Martínez de Perón fue viceministro de Economía, durante la breve gestión de Antonio Cafiero.
En esa época, la empresa Siam Di Tella terminó nacionalizada para ser finalmente desmantelada durante el Proceso.
Al producirse el golpe de Estado del 24 de marzo de 1976, fue arrestado junto con varios otros dirigentes justicialistas en un buque en el puerto de Buenos Aires. Allí fue que conoció a Carlos Saúl Menem. Por intercesión de algunos economistas que apreciaban su trabajo en el Instituto Di Tella, entre ellos el ministro de Economía, Martínez de Hoz, fue puesto en libertad.
Se exilió en el Reino Unido, donde fue docente en Oxford.En el campo diplomático fue jefe de consulado en Boston dependiente del Embajador argentino en los Estados Unidos de América desde junio de 2003; Profesor de la Universidad de Georgetown, USA; Profesor Titular de Relaciones Internacionales Política, Universidad Nacional de Cuyo; en 1990 fue nombrado Miembro del Consejo Asesor del Presidente del Banco Interamericano de Desarrollo (BID).

### Regreso a la Argentina
Regresó a su país durante el gobierno de Raúl Alfonsín, y volvió a conectarse con el Partido Justicialista gracias a su amistad con el diputado Cafiero, líder de la Renovación Peronista. Durante la gobernación bonaerense de Cafiero, fue diputado nacional, y apoyó su precandidatura a la presidencia. Tras las internas en que Cafiero fue derrotado por Menem, gracias a su experiencia diplomática Di Tella fue convocado por el Dr Menem para sumarse al gobierno. En 1986 recibió el Diploma al Mérito de los Premios Konex por su trayectoria en desarrollo económico.
En 1989, el presidente Menem lo mencionó para ser viceministro de Economía, como segundo de Miguel Roig; una expresión de Di Tella, en que anunciaba que la economía del país iba a basarse en un valor del dólar.Al asumir la presidencia en 1989, Menem lo nombró embajador en los Estados Unidos. En reconocimiento a sus contribuciones a la seguridad internacional y al mantenimiento de la paz, los Estados Unidos Gobierno designó años después a la Argentina como un aliado importante no perteneciente a la OTAN en enero de 1998. Durante 1991 los Estados Unidos y la Argentina modernizaron un acuerdo bilateral de aviación civil para actualizar las salvaguardias de seguridad y permitir un aumento significativo de las frecuencias de vuelo entre los dos países
En febrero de 1991, el presidente Menem lo nombró Ministro de Defensa, seis días más tarde le encargó el Ministerio de Relaciones Exteriores.

### Ministerio de Relaciones Exteriores
Fue el canciller que más tiempo ejerció el cargo en la historia argentina, ya que lo hizo desde febrero de 1991 hasta el final del gobierno de Menem, en diciembre de 1999: ocho años y diez meses.
La principal dirección de su política estuvo orientada a insertar a la Argentina en el "primer mundo" por medio de unas relaciones estrechas con los países "centrales". También se interiorizó en el restablecimiento de las relaciones diplomáticas con el Reino Unido, que se encontraban interrumpidas desde 1982 por la guerra de las islas Malvinas.

Durante su cargo ocurrieron los atentados a la embajada de Israel y la AMIA.
Durante su gestión logro la repatriación de los restos de Juan Manuel de Rosas consistió en una serie de intentos de transportar de vuelta a la Argentina ya que Rosas se hallaba  exiliado en Southampton –Inglaterra–, donde falleció en 1877.

#### Cuestión Malvinas
Desde ese punto de vista, reorganizó las relaciones con Gran Bretaña, que nunca se habían recuperado desde la Guerra de las Malvinas, poniendo "bajo un paraguas" la disputa por la soberanía de las islas Malvinas que seguía – y sigue – pendiente con ese país. Paralelamente, intentó una política de "seducción" de los habitantes de las islas – los kelpers – por medio de obsequios enviados por correo en Navidad; especialmente ositos de felpa y tarjetas de Navidad. Su logro principal fue hacer que los isleños tuvieran permanentemente presente la presencia y el interés de los argentinos en las islas, pero no logró mejorar la imagen del país entre ellos. Di Tella contestó que:

"Prefiero que los kelpers nos consideren boludos a peligrosos".

Cuando el gobierno de Menem llegaba a su fin, Di Tella organizó una reunión con el canciller británico Robin Cook y con representantes de los kelpers; de las negociaciones se logró el reinicio de vuelos comerciales entre la Argentina y las Malvinas.

#### Relaciones con Estados Unidos
Simultáneamente, la Argentina en materia de la política exterior se acercó a los Estados Unidos; al respecto Di Tella contestó con su conocida frase, en que calificaba las relaciones con ese país como "relaciones carnales". Los beneficios políticos y económicos de esa política fueron descriptos por el propio Di Tella:

"Argentina se ha vuelto hoy un país claramente confiable en el Mundo, bajo estándares de confiabilidad que existen en el mundo, es decir, no inventamos un estándar de confiabilidad especial para nosotros".

#### Tratados con Chile
Por último, dirigió la política de cesación de las disputas limítrofes con Chile: se firmó un acuerdo el 2 de agosto de 1991, que definía la resolución del Litigio del Campo de Hielo Patagónico Sur por medio de una línea poligonal, que dividió la zona en disputa –parte del Campo de Hielo Patagónico Sur– aproximadamente en partes iguales entre ambos países. El tratado no fue ratificado, y fue modificado parcialmente por otro, de 1998, que definió con más precisión el límite, entre el Cerro Daudet y el Cerro Murallón, quedando pendiente entre este último y el Monte Fitz Roy.
También se solucionó la disputa de soberanía en torno a la Laguna del Desierto, por medio de un fallo arbitral, acordado entre ambos países en 1991. El Tribunal Arbitral nombrado, formado por juristas latinoamericanos, se expidió el 21 de octubre de 1994, reconociendo la soberanía de casi todo el territorio en disputa a la Argentina.

### Últimos años
Tras el final de su gestión como ministro, que coincidió con la finalización del mandato presidencial de Menem, Guido Di Tella fue procesado en un juicio por tráfico de armas siendo declarado "inimputable", debido a que sufría leucoencefalopatía multifocal progresiva de origen viral, una enfermedad degenerativa.
En diciembre de 2001, Di Tella sufrió un accidente cerebrovascular, en su casa de campo en la localidad de Navarro. Trasladado a Buenos Aires, falleció pocos días después.
Tenía 70 años en el momento de su fallecimiento; estaba casado y había tenido cinco hijos.
Premio Fundación Konex, Diplomáticos. 1999: Premio Konex de Platino, de la Fundación Konex. Condecoracion Insigne Cruz Pro Ecclesia et Pontifice otorgada por Juan Pablo II. Comendador de la Orden San Gregorio Magno otorgada por Su Santidad el Papa Juan Pablo II. Gran Cruz de la Orden de Rio Branco de la República Federativa del Brasil. Gran Cruz del Gobierno de Hungría

## Obras de Guido Di Tella
Escribió dos libros:
- Perón-Perón, Ed. Sudamericana, Bs. As., 1983.
- La estrategia del desarrollo indirecto, Ed. Paidós, Bs. As., 1973.

También publicó 28 artículos periodísticos, entre ellos se destacan:
- La Argentina económica, 1943-82, Criterio, 55, 1894-95, 24 de diciembre.
- La economía de frontera, en Di Tella, G. y Kindleberger, Ch.: Economics in the long view, Macmillan, 1982.
- La definición sociológica del peronismo, Revista Argentina de política económica y social, septiembre-diciembre de 1984.
- Las etapas del desarrollo económico argentino, en colaboración con m. Zymelman, 1961.

En el momento de su fallecimiento estaba organizando la edición de sus memorias, que nunca llegaron a ser editadas.